# It Grutte Ear

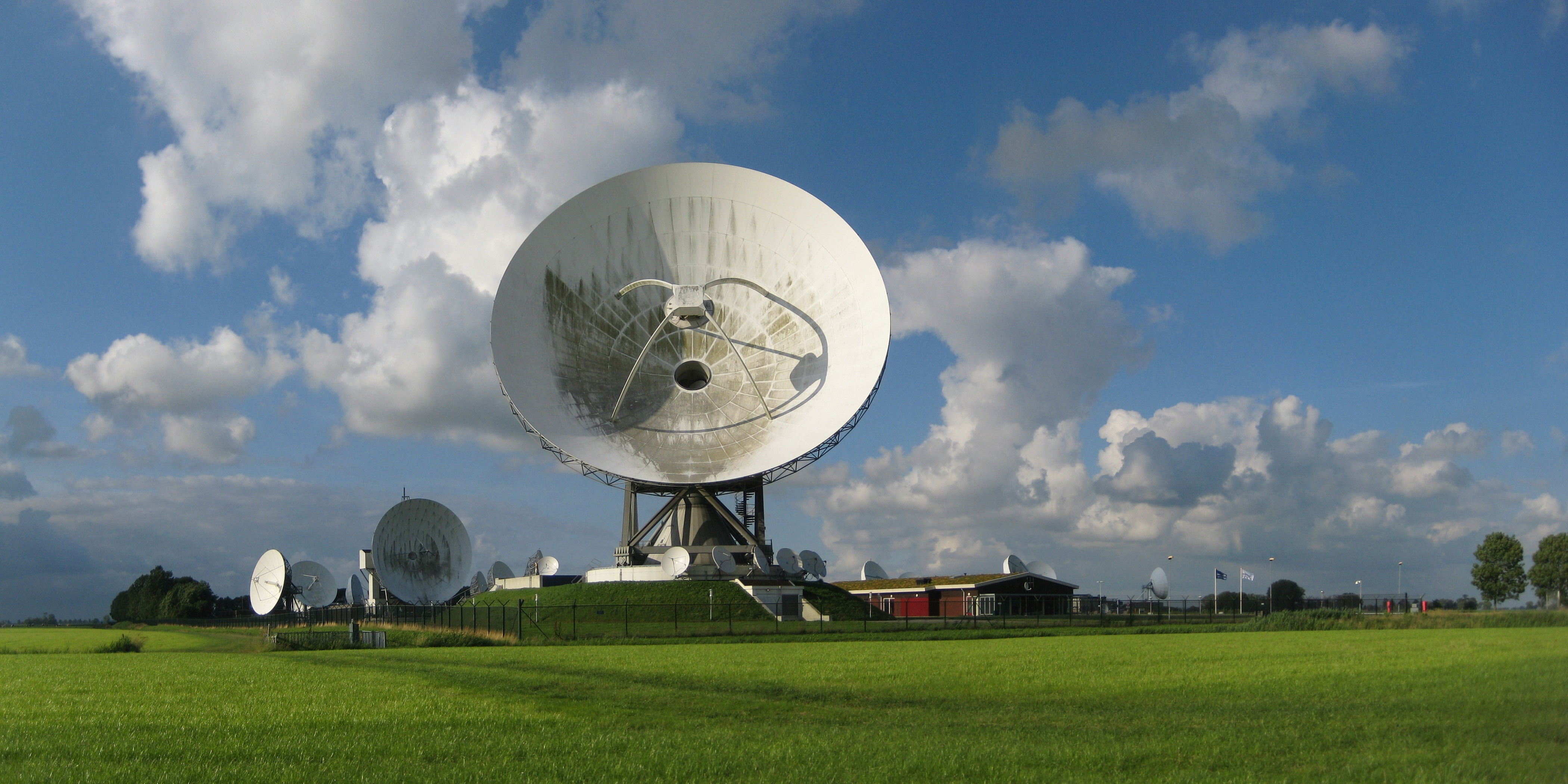
Nahansicht

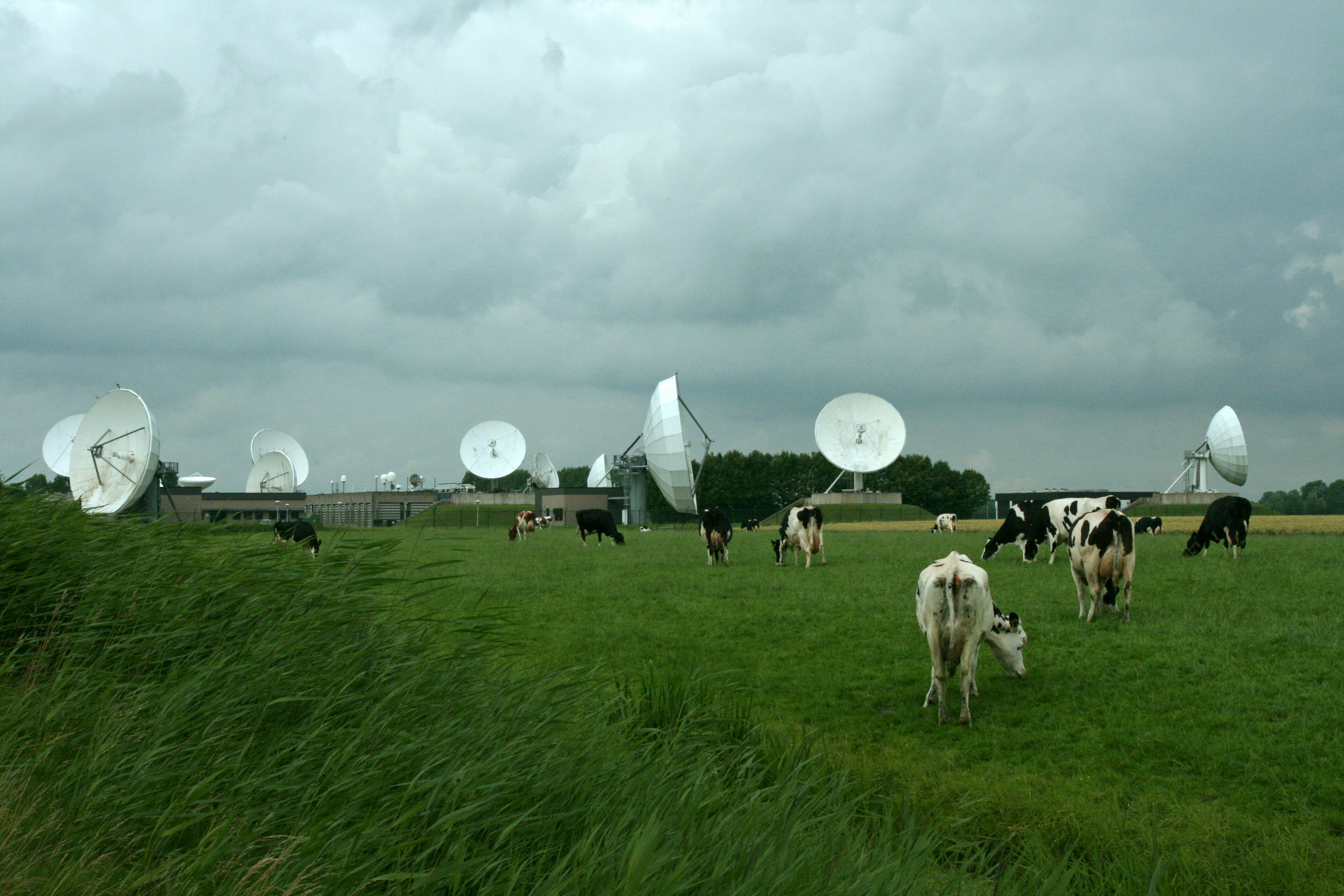
It Grutte Ear, Sicht von Süden. Dazwischen Gebäude der NSO

It Grutte Ear („Das große Ohr“), auch Grutte Earen, früher auch It Greate Ear und offiziell Satellietgrondstation 12 genannt, ist der friesische Spitzname für eine niederländische Bodenstation für Satellitenkommunikation.
Die Bodenstation befindet sich auf Wiesen nahe der östlichen Grenze West-Frieslands fern jeglicher Siedlungen. Im Südwesten der Station liegt das friesische Dorf Burum, östlich die Bauerschaft De Keegen und westlich befindet sich ein Gebetshaus der Russisch-Orthodoxe Kirche von Kollumerpomp. Die Station wurde 1973 von der Telekommunikationsgesellschaft PTT errichtet und ist bis heute die einzige niederländische Bodenstation (siehe Ortsfeste Erdfunkstelle) für internationale Verbindungen via Kommunikationssatelliten. Sie gehört heute dem Nachfolger KPN und wird von Inmarsat (früher Stratos Global Corporation, ehemals Xantic B.V.) verwaltet.

## Inmarsat
Die Bodenstation ist das Tor zum Sammeln des europäischen und interkontinentalen Nachrichtenverkehrs aus den Niederlanden und den Nachbarländern, der über das Telefonnetz und über Richtfunkverbindungen hier gebündelt und an Satelliten übertragen wird, sodass die Signale über ähnliche Bodenstationen in anderen Teilen der Welt ihren endgültigen Bestimmungsort erreichen.

## Nachrichtendienstliche Abhörstation
Nach den Terroranschlägen des 11. September 2001 beschloss die niederländische Regierung die Einrichtung der Nationale Signals Intelligence Organisatie (NSO), um die Kommunikationsüberwachung ihrer Geheimdienste (AIVD und MIVD) zu koordinieren.
Dies ging mit einem Anstieg der Nachfrage nach Satellitenkapazität einher. Die bestehende Bodenstation des Nachrichtendienstes in Zoutkamp aus den 1970er Jahren durfte aufgrund von Anwohnerprotesten nicht weiter ausgebaut werden. Das Innenministerium schloss daraufhin die Anlage und verlegte die Satellitenschüsseln an einen angestammten ähnlichen Standort im östlichen Ufergebiet des Lauwersmeers. Die NSO wandte sich 2005 an den Betreiber der Bodenstation It Grutte Ear, um zwei vorhandene große Schüsseln zu nutzen sowie 13 neue Empfangsanlagen zu errichten. Der Bereich der NSO wurde im südlichen Teil von Grutte Ear eingerichtet. Die Systeme sind darauf ausgelegt den gesamten Satellitenfunkverkehr im Rahmen der Terrorismusbekämpfung zu empfangen und auszuwerten. Eine der beiden großen Schüsseln wurde später abgerissen. Der Fortbestand dieser Abhörstation ist aufgrund der von ihr genutzten Frequenzbelegung zu Lasten des geplanten 5G-Netzes ungewiss. Es soll eine Verlegung ins Ausland geben. (Stand Dezember 2018)[veraltet]